# 赤坂アカ
赤坂 アカ（あかさか アカ、男性、1988年8月29日 - ）は、日本の元漫画家、漫画原作者、イラストレーター。新潟県佐渡市出身。血液型はO型。
漫画原作者である傍ら、イラストレーション講義、キャラクターデザインなどの分野で活動を展開している 。

## 略歴
- 下積み時代には、片岡人生、樋口彰彦などのアシスタントを務めていた[7][8]。
- 2011年、『電撃マオウ』（KADOKAWA）にて、『さよならピアノソナタ』（原作：杉井光）のコミカライズ版の連載を担当。
- 2012年、ボーカロイド『IA -ARIA ON THE PLANETES-』のキャラクターデザインを担当する。
- 2013年、『電撃マオウ』（KADOKAWA）にて、『ib インスタントバレット』の連載を開始、2015年に連載を終了[注 1]。
- 2015年、『ミラクルジャンプ』（集英社）にて、『かぐや様は告らせたい〜天才たちの恋愛頭脳戦〜』の連載を開始。その後、掲載誌を『週刊ヤングジャンプ』（同）に移し、2016年17号から2022年49号まで連載。
- 2020年、『かぐや様は告らせたい〜天才たちの恋愛頭脳戦〜』で第65回小学館漫画賞一般向け部門を受賞した[10]。
- 2020年、『週刊ヤングジャンプ No.21特大号』にて、赤坂が原作、横槍メンゴが作画担当の『【推しの子】』の連載を開始[11]。2024年に連載を終了[12]。
- 2022年11月、『かぐや様は告らせたい』の連載終了にあたり、「作画をする漫画家」という形での活動を終了（漫画家としては引退）し、漫画原作者としての活動に専念する意向を示した[13]。
- 2025年に開学したZEN大学の知能情報社会学部においては客員教授を兼任している[14]。

## 人物
- 漫画家・ミュージシャンの田口囁一とは長年の友人であり[15]、田口のバンドである『感傷ベクトル』の楽曲に詞を提供したこともある[16]。
- 巨乳を描くのが苦手である、と自身のTwitterで述べている[17]。
- ペンネームは、スマートフォンにおいてフリック入力しやすいよう、あ・か・さの3文字で命名された。[18]
- 人気FPSゲーム『Apex Legends』を好み、作中でも度々言及している。またファンの非公式大会にも何回か出場[19]しており、その内の｢CRカップ｣では公式テーマソング「かさねうた」のイラストを担当[20]している。
- 父はゲームクリエイターであり『天地創造』や『ガイア幻想紀』などのプロデューサーを務めたという。父の作風が少なからず自分の作品に影響を受けていると語っている[21][22]。

## 作品リスト

### 連載
- さよならピアノソナタ（原作：杉井光、キャラクターデザイン：植田亮　KADOKAWA『電撃マオウ』、2011年4月号 - 2012年9月号） 全3巻
- ib インスタントバレット（KADOKAWA『電撃マオウ』、2013年9月号 - 2015年10月号） 全5巻
- かぐや様は告らせたい〜天才たちの恋愛頭脳戦〜（集英社『ミラクルジャンプ』、2015年6月号 - 2016年2月号 ⇒ 集英社『週刊ヤングジャンプ』、2016年17号 - 2022年49号）全28巻
- 【推しの子】（作画：横槍メンゴ　集英社『週刊ヤングジャンプ』、2020年21号[23] - 2024年50号[12]）全16巻
- 恋愛代行（作画：西沢5㍉　集英社『週刊ヤングジャンプ』、2023年22・23合併号 - 2024年27号[24]）全4巻
- メルヘンクラウン（あおいくじら・アジチカと共著 集英社『週刊ヤングジャンプ』、2025年16号[25] - ）
- かるび、もまれる。（原作・漫画：しろまんた、原案協力：赤見かるび・Crazy Raccoon、『comic HOWL』・『マガジンポケット』2025年8月20日[26] - ） - 原作[26]

### 読切
- かぐや様は告らせたい〜天才たちの恋愛頭脳戦〜 ヤングジャンプ出張版特別読切（集英社『週刊ヤングジャンプ』、2015年40号）
- かぐや様は告らせたい〜天才たちの恋愛頭脳戦〜 ミラクルジャンプ凱旋特別読切（集英社『ミラクルジャンプ』、2016年8月号）
- かぐや様は告らせたい ダークネス（集英社『ヤングジャンプ GOLD』、Vol.1＆Vol.2）
- かぐや様は告らせたい〜天才たちの恋愛頭脳戦〜 番外編（集英社『ヤングジャンプ ラブ』）
- げんさくひなたざか（集英社『週刊ヤングジャンプ』、2021年17号-19号）
- 小二料理（作画：大上貴子、集英社『週刊ヤングジャンプ』、2023年44号[27]）

### イラストレーション
- も女会の不適切な日常（著：海冬レイジ、KADOKAWA〈ファミ通文庫〉）

1. 2012年3月30日発売、ISBN 978-4-04-727927-8
2. 2012年5月30日発売、ISBN 978-4-04-728076-2
3. 2012年10月29日発売、ISBN 978-4-04-728417-3

- 恋愛ヒーロー（著：青海間司、主婦の友社〈ヒーロー文庫〉）

1. 2013年9月30日発売、ISBN 978-4-07-292712-0
2. 2013年12月26日発売、ISBN 978-4-07-294214-7

- バーテンダー司法書士楓の事件ノート（著：近藤誠、自由国民社） 2013年11月28日発売、ISBN 978-4-426-11739-9
- ボカロ界のヒミツの事件譜 2 名探偵エレGYちゃん様のボカロPデビュー （著：泉和良、星海社〈星海社FICTIONS〉） 2014年2月14日発売、ISBN 978-4-06-138891-8
- 謎好き乙女シリーズ（著：瀬川コウ、新潮社〈新潮文庫nex〉）

1. 『謎好き乙女と奪われた青春』 2015年2月28日発売、ISBN 978-4-10-180028-8
2. 『謎好き乙女と壊れた正義』 2015年8月28日発売、ISBN 978-4-10-180045-5
3. 『謎好き乙女と偽りの恋心』 2016年1月28日発売、ISBN 978-4-10-180058-5

- なめらかな世界と、その敵（著：伴名練、早川書房）2019年8月20日発売、ISBN 978-4-15-209880-1

### アンソロジー参加
- るりひめ 2012 SUMMER（コミック、ワニマガジン社） 2012年7月21日発売、ISBN 978-4-86269-211-5
- 東方絵技帖（イラスト集、玄光社） 2013年5月24日発売、ISBN 978-4-7683-0441-9
- ILLUSTRATION 2014（イラスト集、翔泳社） 2014年5月23日発売、ISBN 978-4-7981-3603-5

### キャラクターデザイン
- IA -ARIA ON THE PLANETES- （ボーカロイド）
- 東方蒼神縁起 （同人ソフト、Windows）
- チュウニズム （アーケード用ゲーム） 2015年7月16日稼働開始 ※プレイキャラクターの1人『ピリオ』をデザイン
- IA/VT-COLORFUL- （家庭用ゲーム、PS Vita） 2015年7月30日発売
- 東方蒼神縁起V （家庭用ゲーム、PS Vita） 2016年4月28日発売 ※ダウンロード専用ソフト
- 佐渡ジオパーク認定10周年記念広報企画 ※佐渡ジオパークを案内する佐渡の高校生・蒼井零と姫埼美海をデザイン[28]
- トゥーキョーちゃん（Vtuber、トゥーキョーゲームス 新入社員兼広報キャラクター）※キャラクター原案・設定担当[29]

### CDジャケットイラスト
- The Gate of Dreams / jAcKp☆TrASH 2012年12月29日発売
- IA/02-COLOR- / V.A. 2013年3月10日発売
- The Legend of 超絶調声師 / V.A. 2013年3月20日発売
- まふまふ トリビュートアルバム 〜転生〜 / V.A. 2022年3月30日発売

### 作詞
- フラワードロップ / 感傷ベクトル
- シルク / 感傷ベクトル
- ib-インスタントバレット- (full ver.) / 赤坂アカくん大好き倶楽部（赤坂アカ、グシミヤギヒデユキ、白神真志朗、じん、田口囁一、春川三咲） ※同作品の応援ソングとして制作された
- Call Me / Annabel

### その他
- 寄宿学校のジュリエット（第8話エンドイラスト）
- 素晴らしき日々 〜不連続存在〜（背景）[30]
- アイドルマスター シンデレラガールズ（2019年のエイプリルフール企画「デレxコミ！」内作品「しゅーこちゃんは言わせたい〜京女たちのアイドル頭脳戦〜」作画）
- 僕の心のヤバイやつ（応援イラスト、2023年4月25日、アニメ公式Twitter公開[31]） - 山田のイラスト[31]

## メディア出演

### インターネットラジオ
- 超!えどっ娘 天下大変!! （2011年7月31日、超!A&G+）
- 小野瀬幸一のブルー☆これくしょん!!（2012年2月20日・27日、ブルーレディオ・ドットコム）

### ラジオ
- TOKYO M.A.A.D SPIN 第4週土曜日「ゆう坊＆マシリトのkosokoso放送局」（2024年11月24日（23日深夜）・12月29日（28日深夜）J-WAVE） - 鳥嶋和彦がMCを務める番組。漫画家の桂正和と共にゲスト出演[32][33][34]

### テレビ番組
- 漫道コバヤシ #115（2025年6月23日、フジテレビONE） - あおいくじら、市川ヒロミ、沖尚樹と共に出演[35]